# Pareas boulengeri
Pareas boulengeri — вид неотруйної змії родини Pareatidae.

## Назва
Вид названий на честь бельгійсько-британського зоолога Джорджа Альберта Буленджера.

## Поширення
Змія є ендеміком Китаю, де зустрічається у південно-східних провінціях.

## Опис
Сягає завдовжки до 47 см, хвіст близько 10 см. Спина світло-коричневого забарвлення, черево світліше і має багато темно-коричневих крапок. Очі підкреслені тонкою коричневою лінією. Інша лінія, ширша, тягнеться від очей до шиї.